# Fratte Rosa
Fratte Rosa est une commune italienne de la province de Pesaro et Urbino, dans les Marches.
Capitale entre le XIe siècle et le XIIIe siècle du petit État de la Ravignana, Fratte Rosa a gardé un centre historique intact et de grande valeur.

Non loin des vieux remparts se trouve le couvent de Santa Vittoria[Lequel ?], sûrement le monument le plus important du village.
Fratte Rosa est célèbre dans le monde entier pour sa production artisanale de terres cuites.  
Cette activité est exercée depuis des siècles, activité à laquelle est dédiée un musée thématique.

## Fêtes, foires
Le 15 août : « Oh che Bel Castello »
Gastronomie (piadina, pâtes, vin, etc.), artisanat local (terres cuites notamment), orchestres et danses...

## Administration
| Période                                  | Période | Identité | Étiquette | Qualité |
| ---------------------------------------- | ------- | -------- | --------- | ------- |
|                                          |         |          |           |         |
| Les données manquantes sont à compléter. |         |          |           |         |

### Hameaux
Torre San Marco, Convento Santa Vittoria.

### Communes limitrophes
Barchi, Fossombrone, Mondavio, Pergola, San Lorenzo in Campo, Sant'Ippolito.